# 長齒蛇龍屬
長齒蛇龍屬（學名：Macrodontophion）意為「有長牙齒的蛇」，是種史前爬行動物，化石是一顆牙齒，發現於烏克蘭，地質年代為侏儸紀晚期。長齒蛇龍是在1834年由Zborzewsky所敘述、命名，當時並沒有建立種名，目前的狀態是疑名。長齒蛇龍可能屬於肉食龍下目恐龍、蛇頸龍類、或是鱷魚。